# Roger Richthoff
Roger Karl-Göran Richthoff, född 11 december 1948 i Arboga, är en svensk politiker aktiv i Alternativ för Sverige, dessförinnan Sverigedemokrat. Han var ordinarie riksdagsledamot från 2014, invald för Sverigedemokraterna för Södermanlands läns valkrets sedan 2018 (dessförinnan Skåne läns västra valkrets 2014–2018). Richthoff var Sverigedemokraternas försvarspolitiska talesperson mellan april 2018 och november 2021.

## Biografi
Richthoff har varit officer vid Ingenjörtrupperna och har tjänstgjort som FN-officer 1973 och 1991. Han har också varit delägare i ett skogsföretag i Ryssland. Han är ledamot av kommunfullmäktige i Strängnäs kommun. Han invaldes i Sveriges riksdag 2014.

### Kontroverser
Richthoff uppmärksammades i oktober 2021 för att ha ifrågasatt covid-19-vaccination av barn "då de kan bli så påverkade att de aningslöst tar en första giftspruta mot covid-19".
I mars 2022 uppmärksammades han för att ha spridit en video där Ryssland tackas för invasionen av Ukraina. I videon presenteras en antisemitisk konspirationsteori som säger att Barack Obama och George Soros använder ukrainska laboratorier för att begå folkmord mot kristna. Den 29 mars samma år meddelade Sverigedemokraternas gruppledare Henrik Vinge att Richthoff petas från partiets vallista till riksdagsvalet 2022 och att ett uteslutningsärende inletts mot honom. Följande dag meddelade Richthoff att han självmant lämnat Sverigedemokraterna. Han satt kvar i riksdagen som politisk vilde fram till september 2022.
I april 2022 meddelade Richthoff att han anslutit sig till det nationalistiska partiet Alternativ för Sverige, AFS.